# Xavi Ruiz
Xavier Ruiz Cabrera, (nacido el 25 de febrero de 1970 en Tarrasa, Cataluña) es un exjugador de baloncesto español. Con 2.08 de estatura, su puesto natural en la cancha era el de pívot. 

## Trayectoria
- Cantera Bodinamic Terrassa y FC Barcelona.
- FC Barcelona (1988-1990)
- Club Bàsquet Girona (1990-1993)
- CB Breogán (1992-1993)
- Doncel La Serena (1994-1995)
- CB Mollet (1995-1996)
- Saski Baskonia (1995-1996)